# Последња екскурзија (филм)
Последња екскурзија (енгл. Final Destination) амерички је натприродни хорор филм из 2000. године, редитеља Џејмса Вонга и сценариста Вонга, Глена Моргана и Џефрија Редика, темељен на Редиковој причи. Први је део у филмској серији Последња екскурзија и главне улоге играју Девон Сава, Али Лартер, Кер Смит и Тони Тод. Сава тумачи тинејџера који вара смрт након што је наслутио катастрофалну експлозију авиона. Он и неколико његових другова из разреда, напустили су авион пре него што се догодила експлозија, али смрт касније одузима животе онима који су требали да умру у авиону.
Филм је почео као сценарио који је Редик написао за епизоду серије Досије икс, како би Редик добио ТВ агента. Колега из New Line Cinema-е убедио је Редика да га напише као дугометражни филм. Касније су се Вонг и Морган, партнери сценариста серије Досије икс, заинтересовали за сценарио и пристали да поново напишу и режирају филм, обележавајући Вонгов деби редитеља дугометражног филма. Снимање се одвијало у Њујорку и Ванкуверу, са додатним сценама снимњеним у Торонту и Сан Франциску. Издат је 17. марта 2000. годне и остварио је финансијски успех, зарадивши 10 милиона долара првог викенда приказивања. DVD издање филма, издато 26. септембра 2000. године у Сједињеним Државама и Канади, садржи коментаре, избрисане сцене и документарне филмове.
Филм је добио помешане критике критичара. Позитивни критичари хвалили су филм због „стварања угледне количине неизвесности”, „разигрансти и довољно енергичнсти да публика стрепи”, „неочекивано узбудљиве тинејџерске катастрофе”, и Савиног наступа, док су негативни критилчари филм описали као „драматично равним” и „намењеним тинејџерској публици”. Освојио је награду Сатурн за најбољи хорор филм и најбољег младог глумца за Савин наступ. Успех филма створио је медијску франшизу која обухвата четири додатна дела, као и серије романа и стрипова. Први наставак, Последња екскурзија 2, издат је 31. јануара 2003. године.

## Радња
Дана 13. маја 2000. године, ученик средње школе, Алекс Браунинг, укрцао се на лет 180 Volée Airlines-а, Boeing 747 са својим друговима из разреда на њиховој матурској екскурзији до аеродрома Шарл де Гол са аеродрома Џон Ф. Кенеди. Пре полетања, Алекс је предосећао да ће авион експлодирати у ваздуху, убивши све у авиону. Када су се догађаји из његове визије почели дешавати у стварности, паничи све док не дође до туче између њега и његовог ривала, Картера Хортона, што је довело до тога да су обојица избачени из авиона, заједно са Алексовим најбољим пријатељем Тодом Вагнером, Картеровом девојком Тери Чејни, наставницом Валери Лутон и ученицима Билијем Хичкоком и Клир Риверс. Нико од осталих путника, осим Клир, не верује Алексу у његову визију све док авион не експлодира при полетању. Након тога, преживеле испитују два агента Федералног истржног бироа, Вејн и Шрек, који су сумњичави према Алексу.
Тридесет девет дана касније, након што је присуствовао сахрани жртвама, необична ланчана реакција доводи до тога да се Тод случајно обеси под тушем. Када се његова смрт прогласи самоубиством, Алекс се ушуња у погребну кућу заједно са Клир да прегледа Тодов леш. Тамо, погребник Вилијам Владворт открива да су преживели који су побегли од предстојећих околности пореметили план смрти, а смрт сада одузима животе онима који су требали умрети од несреће. Док Алекс и Клир расправљају о свом следећем потезу, остатак преживелих стиже ван кафића, где Тери убија аутобус који је јурио.
Након што је погледао новински извештај о узроку експлозије, Алекс закључује да смрт преузима преживеле према редоследу сваке планиране смрти у авиону. Ипак, прекасно је да спаси госпођу Лутон, чија кућа експлодира након што је на њу налетео падајући кухињски нож. Преостали преживели поново се окупљају, а Алекс објашњава ситуацију док се возе кроз град. Картер (који је следећи, према Алексовом плану) и даље је бесан због Терине смрти. Зауставља аутомобил на прелазу за воз, намеравајући да умре под сопственим условима. Остали беже из аута, а Картер се у последњем тренутку предомисли. Када му се појас заглави, Алекс га спашава непосредно пре него што воз уништи ауто, али воз избацује гелере из олупине, одсекавши Билијеву главу. Алекс претпоставља из овога да је, јер је интервенисао у Картеровој смрти, смрт прескочила на следећу особу у оригиналном низу.
Сутрадан, скривајући се у утврђеној колиби, Алекс се присећа да је променио седишта у својој слутњи, али то није учинио у стварности, и схвата да је Клир заправо следећа. Он журно одлази у њену кућу да је спаси док га прогоне Вејн и Шрек. Алекс проналази Клир заробљену у свом аутомобилу окруженог лабавим електричним каблом који изазива цурење бензина. Он хвата кабл, дозвољавајући јој да побегне из аута непосредно пре него што експлодира.
Шест месеци касније, Алекс, Клир и Картер путују у Париз да прославе свој опстанак. Док разговарају о њиховом искушењу, Алекс открива свој страх да њихова борба није довршена, јер га смрт никада није прескочила након што је спасио Клир. Када аутобус баца натписе за паркирање према неонском натпису, он силази према њему. Картер у последњој секунди гурне Алекса с пута, али знак се помиче и убија га, остављајући план смрти да настави с акцијом.

## Улоге
| Глумац            | Улога            |
| ----------------- | ---------------- |
| Девон Сава        | Алекс Браунинг   |
| Али Лартер        | Клир Риверс      |
| Кер Смит          | Картер Хортон    |
| Кристен Клок      | Валери Лутон     |
| Данијел Роубак    | агент Вејн       |
| Роџер Генвер Смит | агент Шрек       |
| Чад Донела        | Тод Вагнер       |
| Шон Вилијам Скот  | Били Хичкок      |
| Тони Тод          | Вилијам Бладворт |
| Аманда Детмер     | Тери Чејни       |
| Брендан Фер       | Џорџ Вагнер      |
| Форбс Ангус       | Лари Мерно       |
| Лиса Мари Карук   | Криста Марш      |
| Кристина Шателен  | Блејк Дрејер     |
| Барбара Тајсон    | Барбара Браунинг |
| Роберт Визден     | Кен Браунинг     |
| П. Лин Џонсон     | гђа Вагнер       |
| Лари Гилман       | г. Вагнер        |
| Фред Китинг       | Хауард Сигел     |